# Kallokkajärvi (Jukkasjärvi socken, Lappland)
Kallokkajärvi är en sjö i Kiruna kommun i Lappland och ingår i Torneälvens huvudavrinningsområde. Sjön är 4,3 meter djup, har en yta på 0,668 kvadratkilometer och är belägen 264 meter över havet. Kallokkajärvi ligger i Torne och Kalix älvsystem Natura 2000-område. Sjön avvattnas av vattendraget Kallokkajoki.

## Delavrinningsområde
Kallokkajärvi ingår i det delavrinningsområde (751939-173870) som SMHI kallar för Utloppet av Kallokkajärvi. Medelhöjden är 284 meter över havet och ytan är 6,24 kvadratkilometer. Det finns inga avrinningsområden uppströms utan avrinningsområdet är högsta punkten. Kallokkajoki som avvattnar avrinningsområdet har biflödesordning 2, vilket innebär att vattnet flödar genom totalt 2 vattendrag innan det når havet efter 323 kilometer. Avrinningsområdet består mestadels av skog (81 procent). Avrinningsområdet har 0,67 kvadratkilometer vattenytor vilket ger det en sjöprocent på 10,7 procent.